# Domingos José de Almeida
Domingos José de Almeida (Diamantina, 9 de julho de 1797 — Pelotas, 6 de maio de 1871) foi um fazendeiro, político, jornalista e militar brasileiro.
Filho do português Domingos José de Almeida e Silva e de Escolástica Maria de Abreu. Migrou de Minas Gerais para o Rio Grande do Sul em 1819 para reunir tropas de mulas e levá-las até Sorocaba, mas acabou se estabelecendo em Pelotas, onde logo abriu um escritório destinado à venda de charque para o centro do país e para o exterior. Era casado com Bernardina Barcelos de Lima, filha de Bernardino Rodrigues Barcelos, com quem teve treze filhos, entre eles Epaminondas Piratinino de Almeida.
Empresário bem sucedido, além de dono de uma companhia de navegação com veleiros que transportavam produtos para as províncias do norte. Em 1832, em sociedade com Antônio José Gonçalves Chaves e Bernardino José Marques Canarim, criou uma sociedade que operou na lagoa dos Patos a barca a vapor Liberal, que durante quinze anos ligou Pelotas, Rio Grande e Porto Alegre; em 1836 passou as mãos do governo, que transformou em barco de guerra - finda a guerra, voltou a operação civil, com outro nome.
Foi proprietário de uma pequena charqueada às margens do Canal São Gonçalo, o que fez dele um dos cidadãos mais prósperos de Pelotas nessa atividade. Também possuía uma olaria, fábrica de sabão e de velas de sebo.
Homem culto, era considerado como tendo uma das biblioteca mais completas do Rio Grande do Sul na época, ao lado de Felinto Elísio. Foi major e depois coronel da Guarda Nacional.
Vereador em Pelotas, foi eleito deputado provincial da 1ª Legislatura da Assembleia Legislativa Provincial do Rio Grande do Sul. No seu mandato lançou a campanha de alfabetização no Rio Grande do Sul, inconformado com o fato do Paraguai ter 408 escolas públicas e a província local nenhuma.
Ao estourar a Revolução Farroupilha, era um dos mais prósperos industriais do Rio Grande do Sul, além da major da Guarda Nacional. Foi, junto com Pedro Boticário, um dos mais intransigentes na deposição de Fernandes Braga e na tentativa de impedir a posse de José de Araújo Ribeiro. Foi secretário responsável pela ata da reunião histórica na Loja Maçônica Philantropia e Liberdade que decidiu pelo início da Revolução Farroupilha. Com o início da Revolução Farroupilha recebeu a tarefa de organizar, o parque bélico farrapo em Pelotas e a fábrica de arreamento para a cavalaria.
Foi em sua casa que João Manuel de Lima e Silva curou-se dos ferimentos obtidos no combate do Passo dos Negros em 2 de junho de 1836. Foi também da senzala de sua charqueada saíram vários dos combatentes Lanceiros Negros, liderados pelo coronel Teixeira Nunes.
Foi um dos que convenceram Antônio de Sousa Neto a proclamar a República Rio Grandense, em 11 de setembro de 1836. Com Gomes Jardim assinou o decreto que criou a bandeira oficial Farroupilha. Foi nomeado ministro da Fazenda e depois do Interior da República Riograndense.
Em 1838 compra a tipografia, onde o jornalista italiano Luigi Rossetti torna-se editor de O Povo. Em 1840 determina a criação de uma planta para a nova povoação que viria a ser a cidade de Uruguaiana, criada por decreto de 24 de fevereiro de 1843. Queria uma vila de apoio ao comércio com Buenos Aires já que as forças imperiais haviam conquistado as cidades de Pelotas, Rio Grande e Porto Alegre acabando com o comércio destas cidades com o interior. Também participou da Assembleia Constituinte farroupilha.
Foi preso em combate, por Francisco Pedro de Abreu, em março de 1844, conseguindo fugir depois de poucos dias. Após o fim da guerra, volta a Pelotas e em dez anos restabelece suas finanças.
Abre o jornal diário Brado do Sul, em Pelotas, que funciona de 1858 a 1861, no qual chega a contratar Carlos von Koseritz como editor. Ali publica uma série de artigos e documentos sobre a Revolução Farroupilha. Neste período também foi vereador, juiz de órfãos e coronel da Guarda Nacional.
Foi homenageado, em Pelotas, com o primeiro monumento erguido no Brasil em honra de um republicano, o Obelisco de Pelotas, em 20 de setembro de 1885. A construção foi organizada por Álvaro Chaves.